# Ануруддха
Ануруддха (пали Anuruddhā) — один из 10 великих учеников Будды Гаутамы. Считается, что он обладал одним из видов сверхъестественных способностей — так называемым божественным зрением.

## История
Ануруддха был сыном Амитоданы, младшего брата царя Шуддходаны, Сиддхартха Гаутама, ставший впоследствии Буддой, был его двоюродным братом. У Ануруддхи был брат Маханама и сестра Рохини. Семья принадлежала касте кшатриев рода шакьев. Ануруддха провёл детство и юность в столице царства шакьев Капилавасту. Ананда, который позднее стал главным помощником Будды Гаутамы, вероятно, был сводным братом Ануруддхи. 

### Детство
В комментариях к «Дхаммападе» есть история, которая повествует о том, в какой роскоши росли царевичи шакья. Говорят, что на их просьбу никто и никогда не отвечал им «этого нет» (пали natthi). Однажды Ануруддха играл в шарики с друзьями. Он проиграл три раза и три раза посылал домой за сладостями. Мать быстро выполняла просьбы сына. На четвёртый раз мать ответила, что сладостей больше нет (пали natthipuvam), отправив ему обратно пустую тарелку. Но, в прошлой жизни царевич накопил множество заслуг, поэтому по дороге божества наполнили тарелку восхитительными лакомствами. Получив сладости и ответ матери «этого больше нет» (пали natthipuvam), царевич решил, что так называется кушанье, поскольку раньше не слышал этих слов.  

### Встреча с Дхармой
После того прихода Будды в Капилавасту многие шакья были полны решимости отказаться от мирской жизни. Маханама, брат Ануруддхи, предложил ему сделать выбор: кому из них двоих становиться монахом. Ануруддха сомневался, так как с детства не знал забот и лишений. Тогда Маханама представил ему бесконечные страдания мирской жизни. Осознав тщету такой жизни, Ануруддха стал просить у матери разрешения стать монахом. Мать ответила, что согласится при условии, что первым в монахи уйдет предводитель шакьев и друг Ануруддхи Бхаддия. Бхаддия согласился, но стал просить отсрочки, поскольку ему надо было уладить свои дела и оставить преемника. Первоначальный срок составлял 7 лет, но, уступив настойчивым просьбам друга, Бхаддия постепенно сокращал его, пока он не составил 7 дней. В назначенное время царевичи Ануруддха, Бхаддия, Ананда, Бхагу, Кимбила и Девадатта  вместе с придворным цирюльником Упали ушли из дворца. Все они стали монахами, получив духовное посвящение непосредственно от Будды. Каждый из них обрёл в духовных поисках в течение года определённые достижения: Бхаддия первым достиг архатства и стал обладателем трёх видов истинного знания, Ананда стал сотапанной, а Ануруддха развил способность божественного глаза (пали dibba-cakkhu).

## Духовный путь
Считается, что внутреннему взору Ануруддхи открылись тысячи мировых систем, но это ещё не было достижением истинного просветления. Однажды Будда навестил Ануруддху, который жил с двумя шакьями, Нандией и Кимбилой, в Восточной бамбуковой роще. Ануруддха рассказал Татхагате о трудностях, с которыми он столкнулся в ходе медитации. Будда объяснил ему, как освободиться от 11 несовершенств (пали upakkilesa), возникающими во время созерцания чистых форм.
Позднее Ануруддха навестил великого ученика Будды Шарипутру и рассказал ему о своей сверхспособности — божественном глазе, пожаловавшись, что его сознание всё-же не свободно от изъянов. Шарипутра посоветовал ему избавиться от тщеславия, возбуждения и беспокойства. 
В результате глубоких раздумий Ануруддха осознал, что великий человек должен взращивать в себе 7 мыслей (пали mahapirisavitakka). Прочитав мысли Ануруддхи, Будда явился ему в ментальном теле (пали manomaya-kaya), ободрил и дал ему восьмую мысль для размышлений. В тот же сезон дождей Ануруддха стал архатом. Это событие описано в Тхерагатхе, где Ануруддха выражает благодарность учителю:
Я понял его учение
И с радостью погрузился в эту  Дхамму.
Три знания обретены,
Учение Будды реализовано.Тхерагатха, 901–903.
Помимо божественного зрения и овладения другими сверхъестественными способностями Ануруддха достиг совершенства в медитации четырёх основ осознанности (пали satipatthana), благодаря чему обрёл контроль над своими эмоциями — силу благородных (пали ariyaddhi). Однажды заболев, Ануруддха поразил других монахов своей безмятежностью, с которой он переносил страдания. На их вопрос, он ответил, что ему помогает практика сатипаттханы. В разговоре с Шарипутрой и Маудгальяяной, Ануруддха отметил, что овладение этой практикой отличает тех, кто проходит обучение (пали sekha), от уже прошедших обучение архатов (пали asekha).
Ануруддха имел склонность к аскетическим практикам и предпочитал тишину и уединение. Он дал обет спать в сидячей позе для медитации и на протяжении 25 лет вообще не спал. В конце жизни он всё-же позволял себе короткий сон. Он не был совершенным затворником и имел группу воспитанников, которых обучал божественному зрению. В Ануруддха сутте МН 127 передана беседа между Ануруддхой и плотником Панчакангой, где старейшина объясняет разницу между медитацией на безграничном освобождении ума (пали appamanacetovimutti), которая основана на развитии четырёх безграничных состояний (пали brahmavihara), и медитацией на возвышенном освобождении ума (пали mahaggata cetivimutti). Затем он рассказал о  небесных обителях, населяемых сияющими богами. 
Когда Ануруддха проживал со своими друзьями Нандией и Кимбилой в роще Госинга, их навестил Будда. Он спросил, как монахам удаётся сохранить гармонию в отношениях. Ануруддха ответил, что в основе их отношений лежит благородная любовь в поступках, словах и мыслях, сравнив их согласие и взаимопонимание со смешанным с водой молоком.
Мы различны в телах, Учитель, но одинаковы в умах.
Выразив им одобрение, Будда поинтересовался их духовными достижениями. Ануруддха ответил, что все они достигли четырёх дхьян, четырёх сфер мира без форм, остановки восприятия и чувств и стали архатами. После ухода Будды Нандия и Кимбила удивились тому, с какой уверенностью Ануруддха отвечал от их имени. Тот ответил, что сумел охватить своим умом их умы. 
Несмотря на отрешённость от чувственных удовольствий, Ануруддха был привлекателен для женщин. Путешествуя в столицу царства Кошала Саваттхи, Ануруддха остановился на постоялом дворе. В комнате было много народу, тогда хозяйка предложила путнику переместиться во внутренние покои. Она влюбилась в него и стала соблазнять. Ануруддха оставался неколебим. Хозяйка одумалась и раскаялась. Ануруддха простил её и на следующее утро прочёл ей проподведь о Дхарме, прослушав которую она стала верной мирской последовательницей Будды. Прибыв в Саватхи, Ануруддха рассказал Татхагате о своём приключении. С того времени Будда установил правило, запрещающее монахам ночевать в женских покоях.   
Однажды Ануруддха с учениками посетил Капилавасту. Все родственники пришли его приветствовать, кроме сестры Рохини. Она страдала от кожной сыпи и стыдилась показываться на людях. Когда брат послал за ней, Рохини пришла, закрыв лицо тканью. Тот велел ей сделать пожертвование. Рохини продала все свои драгоценности и собрала средства для постройки зала собраний. Под руководством Ануруддхи молодые шакьи занимались строительством. Когда зал был готов, Рохини выздоровела. На церемонии Будда открыл кармическую причину недуга: в прошлой жизни, будучи главной женой царя Бенареса, Рохини позавидовала придворной танцовщице и, желая ей навредить, насыпала ей в постель струпьев. В конце проповеди Рохини стала сотапанной. После смерти она родилась супругой Шакры на небесах Тридцати трёх богов.   

### Общение с обитателями других миров
В Палийским каноне есть много сутр, повествующих о контактах Ануруддхи с обитателями других миров. Однажды один из богов небес Брахмы посчитал, что ни один аскет не способен подняться в его возвышенный мир. Своим умом Будда уловил эти мысли и появился на небесах в сопровождении четырёх учеников: Маудгальяяны, Махакашьяпы, Махакаппины и Ануруддхи. В другой раз Ануруддха с первыми лучами солнца декламировал Дхамму, а ему внимали якша и её сын. 
Есть рассказ о том, как богиня Джалини спустилась с небес тридцати трёх богов в лесную чащу, где жил отшельник. В одной из прошлых жизней Ануруддха тоже был божеством, а Джалини — его женой, из-за этой привязанности она мечтала воссоединиться с ним, поэтому она просила его переродиться в мире богов. Ануруддха отказался, ответив, что его обитатели несчастны. Джалини соблазняла его прелестью небесной обители, но монах был твёрд, опираясь на глубокое прозрение в непостоянство составных вещей.  
Однажды многие прекрасные богини (пали manapakkayika devata) посетили Ануруддху и продемонстрировали ему свои способности менять цвет, говорить любыми голосами и испытывать любые удовольствия. Отвратив от них свои чувства, Ануруддха не поддался соблазну. Позднее, выйдя из затворничества, он рассказал об этом эпизоде Будде и спросил, какими качествами должна обладать женщина, чтобы после смерти переродиться такой богиней. Татхагата перечислил 8 необходимых добродетелей. В другой сутте Ануруддха спрашивает Будду о качествах, приводящих женщин в ад (недостаток веры, бесстыдство, безнравственность, злоба и глупость). 

### Прошлые жизни
В Тхерагатхе  содержатся стихи, в которых Ануруддха вспоминает свои прошлые жизни. В джатаках этой теме посвящено не менее 23 историй. Согласно джатакам, Ануруддха рождался в качестве бога (правителем богов Шакрой, небесным музыкантом Панчасикхой) 15 раз. 7 раз он был человеком: аскетом, братом бодхисаттвы, царём, придворным священником и царским колесничим.          
Ануруддха выразил желание стать учеником Просветлённого сто тысяч кальп назад, во времена Будды Падумуттары. Будучи богатым домовладельцем он был свидетелем признания одного бхикку выдающимся обладателем божественного зрения. Пожелав получить такой же титул, домовладелец сделал щедрое пожертвование Будде и Сангхе. Будда предсказал, что его желание исполнится. Позднее домовладелец узнал, что наилучшим способом практики, позволяющим обрести божественное зрение, является жертвование светильников. Тогда он зажёг тысячи светильников в золотом храме с реликвиями Будды. В другой жизни Ануруддха зажёг лампады вокруг святилища после паринирваны Будды Кассапы и всю ночь ходил вокруг ступы с горящим светильником на голове. В иные времена увидев медитирующего Будду Сумеду, Ануруддха зажёг вокруг него светильники и поддерживал в них огонь в течение 7 дней. Благодаря накопленным после этого заслугам он в течение 30 кальп рождался царём дэвов и 28 раз был правителем людей, обладавшим способностью видеть на йоджану вокруг.         
Родившись в Бенаресе в бедной семье под именем Аннабхара, будущий Ануруддха служил богатому торговцу Сумане. Однажды он решил сделать пожертвование пратьекабудде Упариттхе. и отдал ему свою пищу. Сумана захотел выкупить заслугу бедняка, тогда пратьекабудда объяснил, что для этого достаточно сорадоваться сделанному подношению. Сумана последовал совету, затем он представил Аннабхару царю. Царь вознаградил его и дал участок для строительства дома. Когда начали копать землю, был найден горшок с драгоценностями. Став арахантом Ануруддха задумался о том, кем переродился Сумана. Божественным зрением он увидел того в семилетнем мальчике Чулласумане. Ануруддха провёл сезон дождей в деревне, где жил мальчик, пользуясь поддержкой его семьи. Затем он принял его в послушники и мальчик стал архатом сразу после того, как ему обрили голову.         
В джатаках есть только одно упоминание о прошлом воплощении Ануруддхи в мире животных. Он был голубем, когда ястреб напал на его жену. Убитый горем, он решил соблюдать пост, пока не превозможет свою утраченную любовь и не пройдёт тоска по ней. В другой жизни Ануруддха был царём. Однажды в лесу он увидел красивую женщину, воплощение Яшодхары, воспылал к ней страстью и, решив избавиться от её мужа (бодхисаттвы), выстрелил в него из лука. Упрёки женщины вернули ему разум.  Родившись Шакрой, Ануруддха помог бодхисаттве, который в то время был музыкантом Гуттилой, пройти испытание. Он трижды посылал на землю небесных дев, чтобы они танцевали в то время, как Гуттила играл на лютне. Затем он пригласил музыканта в свой чертог, где тот узнал, какие добрые дела ведут к перерождению на небесах (подношения монахам, слушание проповедей, отсутствие гнева и гордости).                  

### Паринирвана Будды
Ануруддха присутствовал при паринирване Будды. Когда Просветлённый достиг прекращения восприятия и чувств, Ананда подумал, что тот уже ушёл из круга жизни. Но Ануруддха божественным зрением видел, что Будда ещё не достиг паринирваны и находится в состоянии медитации. После ухода Татхагаты Ануруддха взял слово третьим, после Брахмы и Шакры:  
Без тревоги, без смущения, он тихо торжествовал над смертью.
Подобно угаснувшему пламени, его ум обрел освобождение.ДН 16. Махапариниббана сутта, глава 6.
Он поддержал присутствующих, которые сильно горевали, словами о непостоянстве всего составного и рассказал о скорби собравшихся вокруг божеств, которых видел благодаря своей сверхспособности. Остаток ночи он провёл с Анандой у тела Будды. Наутро Ануруддха, который занял место старшего ученика Будды, попросил Ананду сообщить маллам о паринирване Татхагаты. На 7 день после проведения траурных торжеств был сооружён погребальный костёр, но поджечь его не удалось. Ануруддха объяснил, что им мешают дэвы, которые хотят дождаться прихода Махакашьяпы.  
О смерти Ануруддхи ничего не известно. Сам он оставил об этом стихи, вошедшие в Тхерагатху:  
В деревне Велува, в землях ваджианов,
В зарослях бамбуковых деревьев,
Свободный от ран, уйду я в нирвану,
Когда моя жизненная сила иссякнет.Тхерагатха 919.